# 東京門戶大橋
東京門戶大橋（日语：／ tōkyō gēto burijji */?）是橫跨東京港第三航路（東京東航路），連接中央防波堤外側填海地和江東區若洲的一座大橋。這座大橋上東京都港灣計劃的一部分，屬於東京港臨海道路二期事業區間的一部分。
這座大橋最初的暫定名稱是東京港臨海大橋，後從徵集名稱中選出「東京門戶大橋」作為現名。由於大橋外觀類似兩頭恐龍對面，因此又名「恐龍橋」。
大橋修建於2002年至2011年期間，通車於2012年2月12日。包括東京門戶大橋在內的東京港臨海道路二期事業的總事業費約1,125億日元。據国土交通省的計算，該大橋的開通可在一年產生190億日元（縮短出行時間帶來172億日元，減少通行經費18億日元）的經濟效益。

## 概要
東京門戶大橋是東京都制定的東京港港灣計劃中連接江東區若洲和大田區城南島之間全長約8公里的東京港臨海道路。大橋全長2,618米，屬於桁架橋，水面到橋樑最頂部的高度是87.8米。海上區間長度1,618米（橫濱海灣大橋和彩虹大橋的約2倍）、鋼筋混凝土橋墩上架設有鋼製3径間連續桁架複合構造的橋桁，道路為4車道。
由於該橋接近東京國際機場（羽田機場），位於飛行路線之上，按照航空法規定，橋的高度必須在98.1米以下。與此同時，為確保通行東京東航路的大型船舶的航行空間，橋下空間須確保大於54.6米，因此東京門戶大橋並非使用懸索橋或斜拉橋，而是採用了由三角形組成，分散重量的桁架桥。橋墩間的跨度是440米，在日本國內的桁架橋中超過生月大橋（400米），僅次於港大橋。
東京門戶大橋最初計劃在2011年3月之前竣工，2011年10月之前通車。但由於若洲一側中部的橋桁發現了焊接破裂和鋼架變形而重新架設橋桁，竣工因此延遲半年。損傷的原因是在大阪府堺市日立造船堺工廠生產的橋桁在搬運過程中因風浪而遭到預想以上的衝擊。

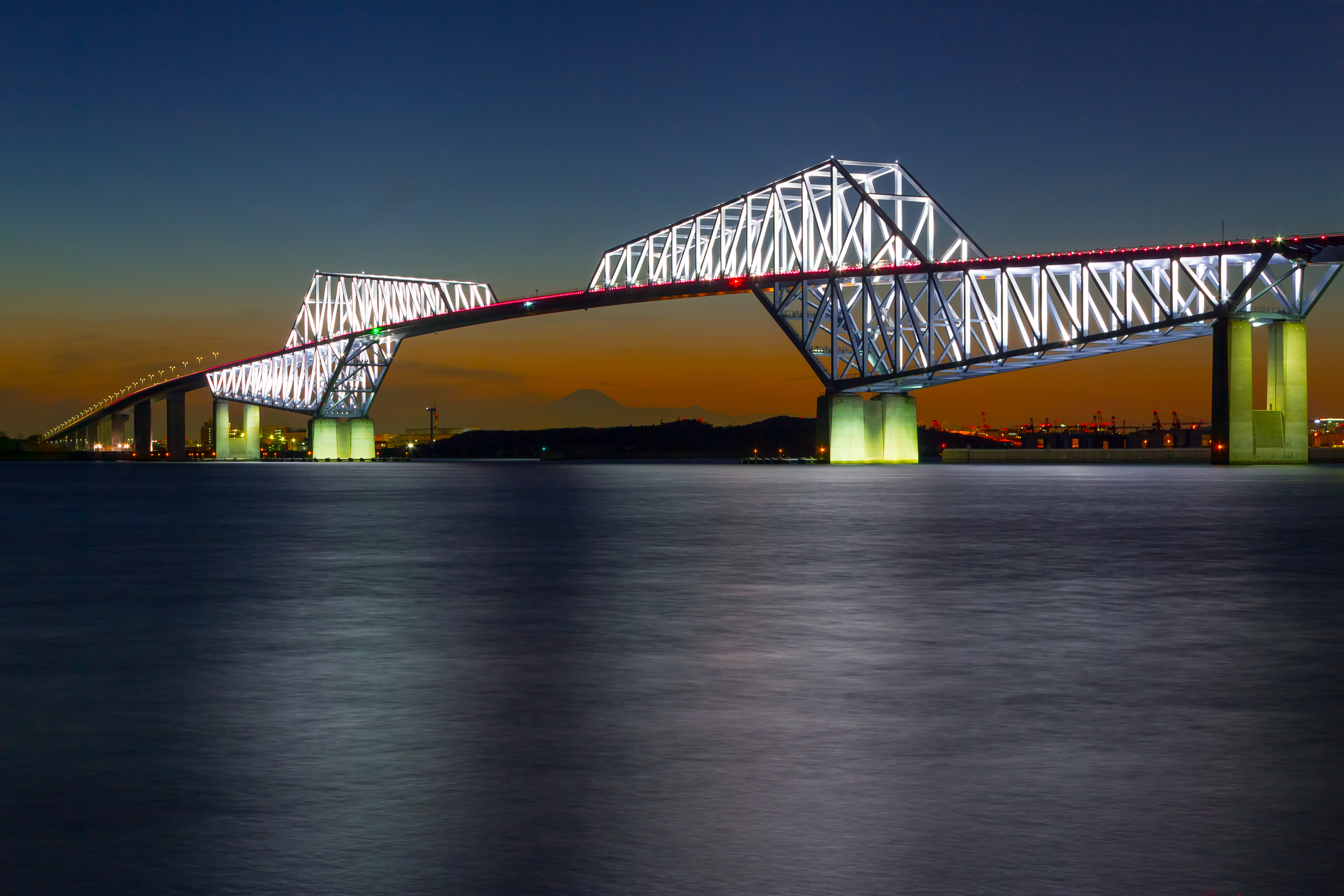
由石井幹子設計的裝飾

大橋的照明採用太陽光發電系統，以貢獻減碳社會。東京門戶大橋使用省能源的LED照明，夜間進行點燈裝飾。夜間的景觀照明由照明設計師石井幹子設計。與大橋相鄰的中央防波堤内側填海地現在正在建設東京都內最大規模的公園海之森公園。該公園在2016年部分開園之後，大橋也成為前往海之森公園的交通方式之一。

## 施工和技術
東京門戶大橋的概念是「目標成為耐用年数100年的橋梁」，使用了各種最新技術。免震結構支承由負擔垂直力和水平力的結構支承構成，在橋樑中央的2個主橋墩各設有兩個。在發生大地震時，通過組合2個不同的支承，新支承可承擔的負重量身既有免震支承承擔能力的3倍，因此可以支撐達7,000噸的橋桁重量。橋中還設有可測量伸縮和歪曲幅度的感應器，通過自動監視數據而迅速掌握災害時的影響。

## 外部連結
- .  (PDF).   [2020-04-07]. （原始内容存档 (PDF)于2021-01-25）.